# Caryanda rufofemorata
Caryanda rufofemorata är en insektsart som beskrevs av Ma, E.-b. och Z. Zheng 1992. Caryanda rufofemorata ingår i släktet Caryanda och familjen gräshoppor. Inga underarter finns listade i Catalogue of Life.